# پیشتازان فضا: نسل‌ها
پیشتازان فضا: نسل‌ها (به انگلیسی: Star Trek: Generations) فیلمی ۱۱۷ دقیقه‌ای به کارگردانی دیوید کارسون است که محصول سال ۱۹۹۴ ایالات متحده آمریکا است.

## داستان
در سال ۲۲۹۳، افسران بازنشستهٔ ناوگان ستاره‌ای یعنی جیمز تی. کرک، مونتگومری اسکاتی و پا‌ول چخوف در نخستین سفر اینترپرایز-بی شرکت می‌کنند. در جریان سفر آزمایشی، این کشتی فضایی برای انجام مأموریت نجات دو سفینهٔ پناه‌جوی اِل-اوریان که در نواری عظیم از انرژی گرفتار شده‌اند، فراخوانده می‌شود. اینترپرایز موفق به نجات تعدادی از پناه‌جویان می‌شود، اما خودش درون آن نوار انرژی گیر می‌افتد. کرک برای کمک به فرار کشتی، به اتاق کنترل می‌رود. اینترپرایز از نوار آزاد می‌شود، ولی در جریان آن، بخش انتهایی نوار انرژی بدنهٔ کشتی را پاره می‌کند و کرک ناپدید شده و مرده فرض می‌شود.
در سال ۲۳۷۱، خدمهٔ اینترپرایز-دی در شبیه‌سازی رایانه‌ای هولودک (عرشهُ بدل‌نمایی) در حال جشن گرفتن ارتقای درجهٔ ورف به ستوان دوم هستند. کاپیتان ژان-لوک پیکارد مطلع می‌شود که برادر و برادرزاده‌اش در آتش‌سوزی کشته شده‌اند و از این‌که نسل خانواده‌اش با او به پایان می‌رسد، دچار اندوه عمیق می‌شود. اینترپرایز پیام اضطراری‌ای از یک رصدخانهٔ ستاره‌ای دریافت می‌کند، جایی که یک اِل-اوریانی به نام دکتر تولیان سوران، کاوشگری را به سوی ستاره‌ای نزدیک پرتاب می‌کند. این کاوشگر باعث فروریختن ستاره می‌شود و موجی پدید می‌آورد که سامانهٔ سیاره‌ای اطراف را نابود می‌کند. سوران مهندس کشتی، جوردی لا فورج را می‌رباید و توسط یک فضاپیما از نوع پرندهٔ شکاری کلینگان متعلق به خواهران دوراس منتقل می‌شود.
گوینن، یکی از خدمهٔ اینترپرایز، به پیکارد می‌گوید که او و سوران از جمله افرادی بوده‌اند که در سال ۲۲۹۳ نجات یافته‌اند. سوران—که خانواده‌اش را در نابودی سیارهٔ زادگاهش از دست داده—وسواس دارد به نوار انرژی بازگردد تا وارد «نکسوس» شود؛ قلمرویی فراابعادی و بیرون از زمان و مکان معمول که آرزوهای درونی را برآورده می‌کند. پیکارد و دیتا درمی‌یابند که سوران، چون نمی‌تواند مستقیماً با کشتی وارد نوار شود، مسیر آن را با حذف اثر گرانشی ستاره‌های اطراف تغییر می‌دهد. او قصد دارد ستارهٔ دیگری را نابود کند تا نوار را به سیارهٔ وریدیان ۳ بکشاند، کاری که به قیمت جان میلیون‌ها نفر در سیاره‌ای مسکونی تمام خواهد شد.
با ورود به سامانهٔ وریدیان، پیکارد در ازای لا فورج، خود را به خواهران دوراس تسلیم می‌کند، اما اصرار دارد که مستقیم نزد سوران منتقل شود. لا فورج به اینترپرایز بازگردانده می‌شود، اما ناآگاهانه از طریق چشم‌یار  (دستگاه بینایی) خود، اطلاعات دفاعی کشتی را فاش می‌کند. خواهران دوراس حمله می‌کنند و اینترپرایز آسیب جدی می‌بیند، اما با استفاده از ترفندی دفاعی، پرندهٔ شکاری دشمن را نابود می‌کند. با گزارش لا فورج مبنی بر احتمال انفجار هستهٔ وارپ (تاب‌پیمایی)، فرمانده ویلیام رایکر خدمه را به بخش جلویی کشتی منتقل می‌کند. این بخش از بخش مهندسی جدا می‌شود و اندکی بعد، موج انفجار، بخش جلویی را به سطح سیارهٔ وریدیان ۳ می‌کوبد.
پیکارد نمی‌تواند مانع سوران از پرتاب کاوشگر بعدی شود. نابودی ستارهٔ وریدیان مسیر نوار انرژی را تغییر می‌دهد و پیکارد و سوران پیش از نابودی سیاره وارد نکسوس می‌شوند. پیکارد خود را در کنار خانواده‌ای آرمانی می‌یابد، اما درمی‌یابد که این تنها یک توهم است. او با «بازتابی» از گوینن در نکسوس روبه‌رو می‌شود که او را به دیدار جیمز تی. کرک، که در نکسوس زنده مانده، می‌فرستد. کرک ابتدا مجذوب فرصت بازسازی گذشته می‌شود، اما درمی‌یابد که نکسوس از هیجان و خطر واقعی تهی است. آن دو درمی‌یابند که می‌توانند از درون نکسوس به هر زمان و مکان دلخواهی بازگردند. پیکارد کرک را متقاعد می‌کند که با هم به وریدیان ۳ برگردند تا جلوی سوران را بگیرند.
با همکاری یکدیگر، پیکارد و کرک حواس سوران را پرت می‌کنند تا پیکارد بتواند کاوشگر را در جای خود قفل کند؛ دستگاه منفجر می‌شود و سوران کشته می‌شود. کرک در این مأموریت به‌شدت مجروح شده و جان می‌سپارد، و پیکارد او را در همان‌جا به خاک می‌سپارد. سه کشتی فدراسیونی برای نجات بازماندگان اینترپرایز به وریدیان ۳ می‌رسند. پیکارد در پایان یادآور می‌شود که با توجه به میراث این کشتی، اینترپرایز-دی آخرین ناو فدراسیون با این نام نخواهد بود.